# He Ting Ru

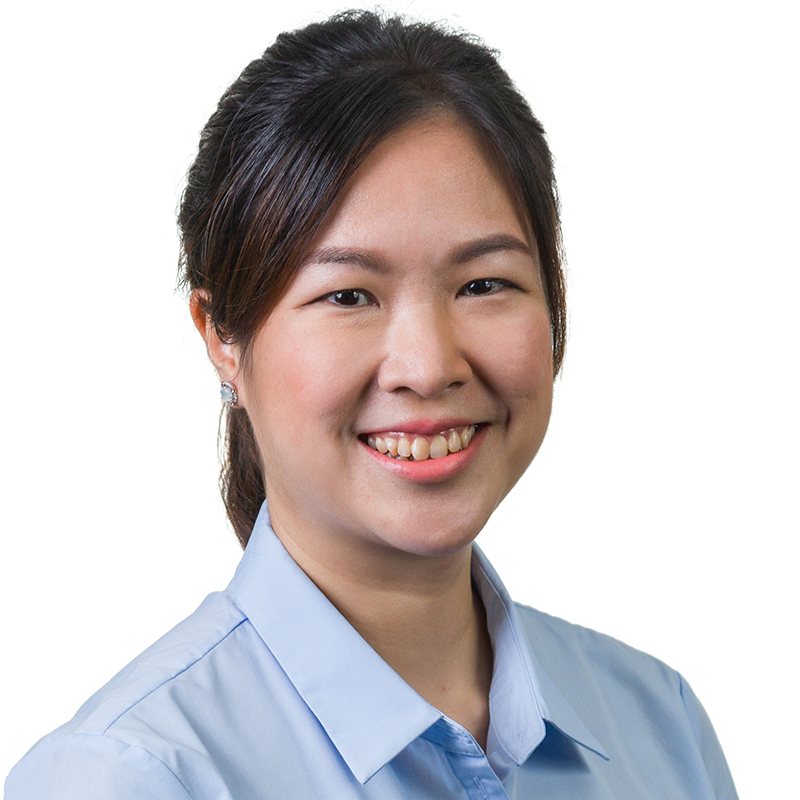
He Ting Ru, 2021

He Ting Ru (chinesisch 何廷儒, Pinyin Hé Tíngrú; * 16. Juni 1983) ist eine singapurische Politikerin, Anwältin und ein Mitglied der Arbeiterpartei. Sie wurde nach den Parlamentswahlen 2020 Abgeordnete des Wahlbezirks Sengkang für den Ort Buangkok und setzte sich gegen die People’s Action Party (PAP) unter der Leitung des damaligen Ministers im Büro des Premierministers Ng Chee Meng durch. Sie wurde zum Mitglied des Zentralen Exekutivkomitees der Arbeiterpartei gewählt und zur Vorsitzenden des Stadtrats von Sengkang ernannt.
Ihre Ausbildung erfolgte an der CHIJ St. Nicholas Girls' School und am Raffles Junior College. Ab 2003 besuchte sie die Cambridge University.
He Ting Ru begann 2011 mit der Freiwilligenarbeit bei der Arbeiterpartei (WP) im Bezirk Paya Lebar. Sie wurde als Teil des 5-köpfigen Teams bei den Parlamentswahlen 2015 im Wahlbezirk Marine Parade eingesetzt, bei denen das Team 35,9 % der Stimmen erhielt. Damit verlor sie gegen das dortige PAP-Team, einschließlich des Parlamentspräsidenten Tan Chuan-Jin und des früheren Premierministers und emeritierten hochrangigen Ministers Goh Chok Tong. Goh Chok Tong wechselte 2020 zum Wahlbezirk Sengkang und gewann infolge die Wahlen.
He Ting Ru heiratete im Januar 2016 das WP-Mitglied Terence Tan. Gemeinsam waren beide Teil des WP-Teams, das 2015 an der Wahl des Bezirks Marine Parade teilnahm. Sie haben drei Söhne.